# Pierre Degeyter (géant processionnel)
Pour l’article homonyme, voir Pierre Degeyter.

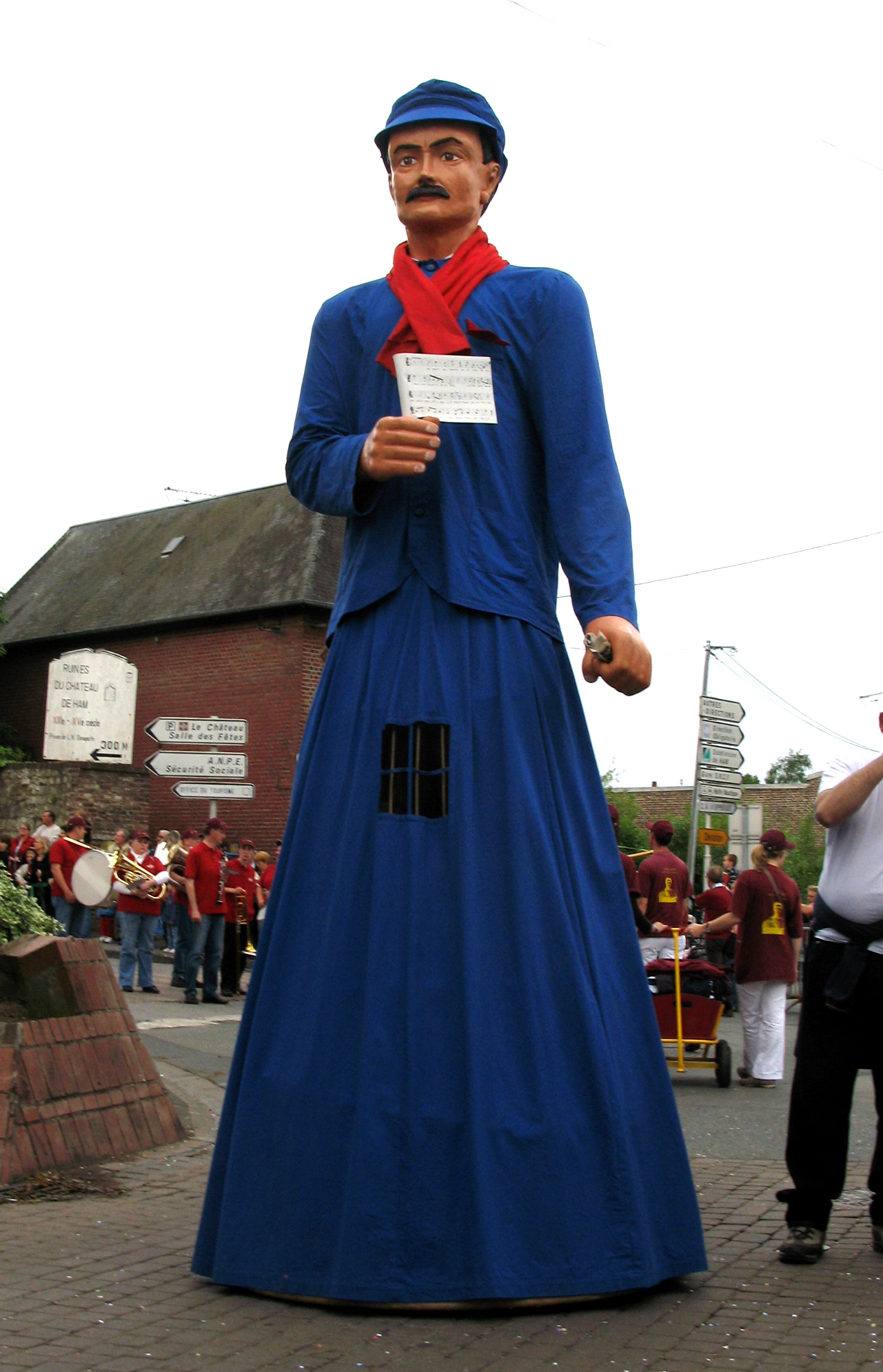
Les attributs de Pierre Degeyter sont une partition musicale et un foulard rouge.

Pierre Degeyter est un géant de processions et de cortèges inauguré en 1984 et représentant le musicien Pierre Degeyter, compositeur de L'Internationale qui fut ouvrier à Fives, faubourg de Lille, en France.
Le géant en est à sa deuxième version, mise en service en 2004. En 2006, il troqua la veste grise des ateliers ferroviaires pour le bleu de travail. D'une hauteur de 3,80 m et d'un poids de 35 kg, il ne nécessite qu'un seul porteur. Le diamètre du panier est de 1,50 m à la base.

## Pour approfondir